# パブロ・オスバルド
パブロ・ダニエル・オスバルド（Pablo Daniel Osvaldo, 1986年1月12日 - ）は、アルゼンチン・ブエノスアイレス出身の元サッカー選手。元イタリア代表。現役時代のポジションはフォワード。

## 来歴

### アルゼンチン
9歳で地元ブエノスアイレスのCAラヌースに入団。CAバンフィエルドを経て、2000年にCAウラカンに移籍。2005年まで同クラブの下部組織でプレーした。

### イタリア
アタランタ
2006年1月18日に当時セリエBのアタランタBCに入団。イタリアでの初年度は出場3試合で1ゴールだった。7月25日、同じくセリエBのUSレッチェにレンタル移籍。31試合8得点の成績を残し、ACFフィオレンティーナのスポーツディレクターであるパンタレオ・コルヴィーノの目に留まる。
フィオレンティーナ
2007年8月13日、移籍金460万ユーロでフィオレンティーナに移籍。9月29日のASリヴォルノ・カルチョ戦でセリエA初出場。スタメン起用に応え移籍後初ゴールを含むドッピエッタ（2得点）を記録した。2008年3月2日、アウェイでのユヴェントスFC戦において後半ロスタイムに逆転ゴールを決める。ゴールパフォーマンスとしてガブリエル・バティストゥータを真似たマシンガンポーズを披露し、20年ぶりとなる敵地でのユヴェントス戦勝利に歓喜するサポーターを熱狂させた。また、最終節となった5月18日のトリノFC戦ではオーバーヘッドキックで決勝点を挙げ、チームに翌シーズンのチャンピオンズリーグ出場権をもたらした。
翌2008-09シーズンはアルベルト・ジラルディーノやステヴァン・ヨヴェティッチの加入にともない一転して出場機会が減少し、冬に移籍することを希望した。
ボローニャ
2009年1月16日、ボローニャFCに移籍。8月23日のフィオレンティーナ戦で古巣相手に移籍後初ゴールを挙げた。しかし、ボローニャではマルコ・ディ・ヴァイオの存在もあり思ったような活躍ができなかった。

### スペイン
エスパニョール
2010年1月11日、スペインのRCDエスパニョールへレンタル移籍。シーズン後半のみで20試合に出場してチーム最多の7得点を挙げ、6月3日に5年契約で完全移籍した。
2年目の2010-11シーズンは終盤戦を怪我で棒に振ったものの、24試合でキャリア初の2桁得点となる13得点を挙げる活躍を見せヨーロッパリーグ出場権争いの立役者となったが、クラブは財政状況の悪化にともないオスバルドの売却を検討した。

### イタリア復帰
ローマ
2011年8月25日、ASローマに5年契約の移籍金総額1750万ユーロで移籍。ボローニャ時代以来1年半ぶりのイタリア復帰となった。11月25日のウディネーゼ・カルチョ戦後、同僚のエリク・ラメラを殴ったとしてクラブから10日間の謹慎処分と罰金が課された。また、2012年2月26日の古巣アタランタ戦ではMFルカ・チガリーニを蹴って退場になり、2試合の出場停止処分を受けた。このようなトラブルや度重なる負傷にもかかわらず、シーズン全体では26試合でチーム最多の11得点をあげ、セリエAでは自身初の2桁得点を記録した。
2年目は迷走を極める中でチームトップの16ゴールを挙げた。しかし、2013年2月10日のUCサンプドリア戦でダニエレ・ガスタルデッロに倒されPKを獲得した際に本来キッカーであるはずのフランチェスコ・トッティからその座を奪って蹴ったが、これを失敗。試合後には空港でサポーターと揉み合いになった。コッパ・イタリア決勝では宿敵SSラツィオに0-1で敗れ準優勝に終わりヨーロッパリーグ出場を逃すと、表彰式を欠席しさらにアウレリオ・アンドレアッツォーリ監督（当時）に対してツイッターで「無能なことを認めればよかったものを。ラツィオの連中と祝っていればいい」と侮辱するような呟きをしたため、当初はFIFAコンフェデレーションズカップ2013の代表メンバーに選出されていたが、この騒動によってチェーザレ・プランデッリ監督により代表を追放される事態となった。
新監督に就任したリュディ・ガルシアには一定の評価を受けていたが、サポーターとの対立は日を追うごとに深まっていった。

### イングランド
サウサンプトン
2013年8月18日、エスパニョール時代の恩師マウリシオ・ポチェッティーノが率いるサウサンプトンFCへの移籍が合意。移籍金はクラブレコードとなる1500万ポンド（約23億円）となった。背番号は17番。2014年1月、練習中にチームメイトのジョゼ・フォンテと喧嘩になり、左目を殴り怪我をさせたことから、チームから停職処分が与えられた。この前にも12月のニューカッスル戦で相手チームと揉め合いの原因を起こしたとし、3試合の出場停止を受けていたばかりであった。

### イタリア再復帰と母国復帰
ユヴェントス
2014年1月31日、ユヴェントスFCへ買い取りオプション付きでレンタル移籍した。背番号は18番。しかし、オプションは行使されず、シーズン終了後にサウサンプトンに復帰。
インテル
2014年8月、サフィル・タイデルとのトレードでインテルナツィオナーレ・ミラノに買い取りオプション付きでレンタル移籍した。しかし、2015年1月のイタリアダービーの試合最中にマウロ・イカルディとの口論など規律を乱す行動があったため、放出の方向へと向かった。
ボカ・ジュニアーズ
2015年2月、母国アルゼンチンのボカ・ジュニアーズへのレンタル移籍が決定。オスバルドは以前からボカのファンであった。
FCポルト
2015年8月5日、FCポルトに1年契約に2年の契約延長オプション付きの条件で移籍が発表された。
ボカ復帰
2016年1月にボカに完全移籍の形で復帰。しかし同年5月にドレッシングルームで喫煙したとしてギジェルモ・バロスケロット監督と衝突し契約解除となった。

### 現役引退
ボカ退団後は無所属の状態が続きACキエーヴォ・ヴェローナなどからオファーを受け取っていたものの、9月1日に代理人を通じて現役引退を表明した。今後はロックバンドのボーカルとして活動していくという。

### 現役復帰
2020年1月2日、CAバンフィエルドに加入することが発表され、約3年半ぶりに現役復帰した。

## イタリア代表
アルゼンチンとイタリアの二重国籍を所持していたがイタリア代表を選択。2007年11月16日のU-21アゼルバイジャン戦にU-21イタリア代表として初出場。
2011年10月11日に行われたEURO2012予選の北アイルランド代表戦でイタリア代表デビュー。EURO2012のメンバーからは漏れた。
2012年9月7日のワールドカップ予選ブルガリア戦で代表初得点を含む2ゴールを挙げた。

## プレースタイル
ドリブルでの仕掛けやゴールエリア内での正確なシュートを武器とし、本人がもっとも好むセンターフォワード以外にもセカンドトップやウィングなど前線の複数のポジションをこなすことができる。

## 所属クラブ

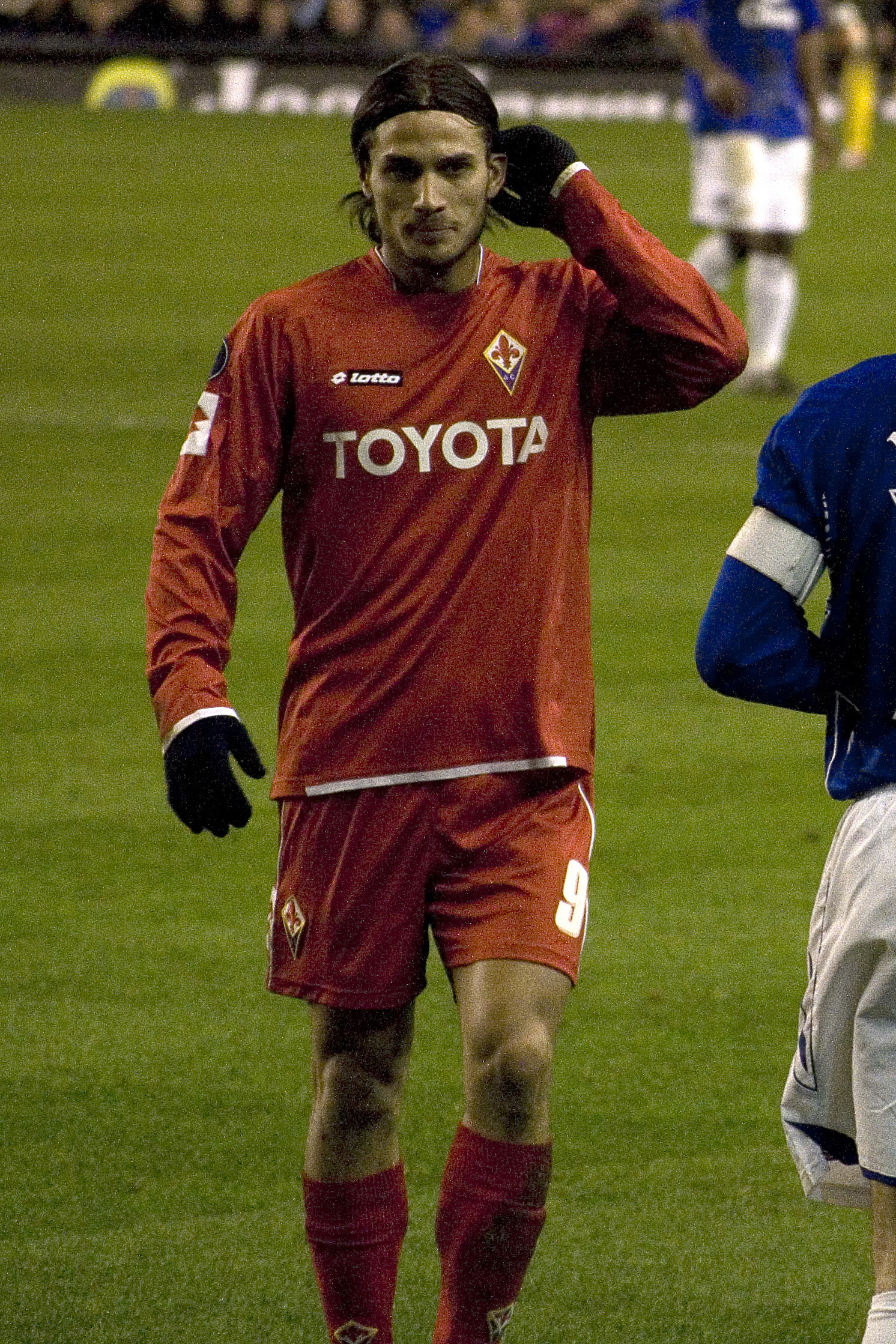
フィオレンティーナ時代

- CAウラカン 2005
- アタランタBC 2006.1-2007

→ USレッチェ 2006-2007 (loan)
- ACFフィオレンティーナ 2007-2009.1
- ボローニャFC 2009.1-2010.6

→ RCDエスパニョール 2010.1-2010.6 (loan)
- RCDエスパニョール 2010.1-2011
- ASローマ 2011-2013
- サウサンプトンFC 2013-2015

→ ユヴェントスFC 2014.1-2014.6 (loan)
→ インテル・ミラノ 2014-2015
→ ボカ・ジュニアーズ 2015-2015.7
- FCポルト 2015-2016
- ボカ・ジュニアーズ 2016
- CAバンフィエルド 2020

## タイトル

### クラブ
アタランタ
- セリエB : 2005-06

ユヴェントス
- セリエA : 2013-14

ボカ・ジュニアーズ
- プリメーラ・ディビシオン : 2015
- コパ・アルヘンティーナ : 2014-15